# جيمي هيوز (لاعب كرة قدم)
جيمي هيوز (بالإنجليزية: Jamie Hughes)‏ (5 أبريل 1977 في المملكة المتحدة - ) هو لاعب كرة قدم بريطاني في مركز الهجوم. لعب مع ديري سيتي وكارديف سيتي ونادي إيرباص يو كاي بروتون ونادي بانغور سيتي ونادي ترانمير روفرز لكرة القدم ونادي ريل ونادي كمبران تاون ونادي كوناهس كواي وLancaster City F.C. ‏ ونورثويتش فيكتوريا وVauxhall Motors F.C. ‏.

## وصلات خارجية
- جيمي هيوز على موقع قاعدة بيانات كرة القدم.إي يو (الإنجليزية)
- جيمي هيوز على موقع Soccerbase.com (لاعب) (الإنجليزية)